# Myrciaria plinioides
Myrciaria plinioides är en myrtenväxtart som beskrevs av Carlos Maria Diego Enrique Legrand. Myrciaria plinioides ingår i släktet Myrciaria och familjen myrtenväxter. Inga underarter finns listade i Catalogue of Life.